# Wildensteiner Wasserfall
Wildensteiner Wasserfall är ett vattenfall i Österrike.   Det ligger i förbundslandet Kärnten, i den sydöstra delen av landet, 230 km sydväst om huvudstaden Wien. Wildensteiner Wasserfall ligger 1 016 meter över havet.
Terrängen runt Wildensteiner Wasserfall är varierad. Runt Wildensteiner Wasserfall är det ganska glesbefolkat, med 47 invånare per kvadratkilometer.. Närmaste större samhälle är Klagenfurt, 18,0 km nordväst om Wildensteiner Wasserfall. 
I omgivningarna runt Wildensteiner Wasserfall växer i huvudsak blandskog.